# Folke Palm
Folke Palm, född 9 april 1905 i Helsingborg, död 23 januari 1985, var en svensk tidningsman.
Palm var medarbetare i Helsingborgs-Posten Skåne-Halland 1926–29, vid Stockholms-Tidningen 1934, chefredaktör och ansvarig utgivare för Kristianstads Läns Tidning 1940–44 samt chef för Associated Press svenska nyhetsförmedling i Stockholm från 1944. Han var styrelseledamot i Svenska Tidningsutgivareföreningens södra krets.